# Simon Schwendener
 (janvier 2019).
Si vous disposez d'ouvrages ou d'articles de référence ou si vous connaissez des sites web de qualité traitant du thème abordé ici, merci de compléter l'article en donnant les références utiles à sa vérifiabilité et en les liant à la section « Notes et références ».
Simon Schwendener est un botaniste suisse, né le 10 février 1829 à Buchs et mort le 27 mai 1919 à Berlin.

## Biographie
Il enseigne à l’université de Bâle, de Tübingen et à l’Institut de botanique de l’université de Berlin. Il est membre de diverses sociétés savantes dont la Royal Society (1913).
Il est notamment l’auteur de :
- Das mechanische Princip im anatomischen Bau der Monocotylen (1874).
- Mechanische Theorie der Blattstellungen (1878).
- Über Bau und Mechanik der Spaltöffnungen (1881).
- Gesammelte Botanische Mittheilungen (1898).

Schwendener étudie l’histologie des lichens et émet l’hypothèse qu’ils sont formés d’un champignon et d’une algue en 1867, hypothèse qui est rejetée par de nombreux botanistes. Jusqu’alors, les spécialistes classaient les lichens dans une catégorie spéciale, placée entre les champignons et les plantes. Pour Schwendener, le champignon vivrait en parasite au détriment de l’algue. La découverte de Schwendener se fait en même que les observations d’Heinrich Anton de Bary qui introduit le mot de symbiose. Schwendener permet une avancée très forte dans les travaux sur les lichens, à la fois du fait de ses propres recherches, du rayonnement de son institut de botanique, et par les scientifiques qu’il forme. Dans les années qui suivent, la double nature sera démontrée par d’autres spécialistes, dont les Russes Ossip Vassilievitch Baranetsky (1843-1905) et Andreï Famintsyne (1835-1921). Mais la vision du quasi-état d’esclavage de l’algue par le champignon est contesté par certains comme Johannes Reinke (1849-1931) qui préfère la notion de consortium.